# Keptuška stepní

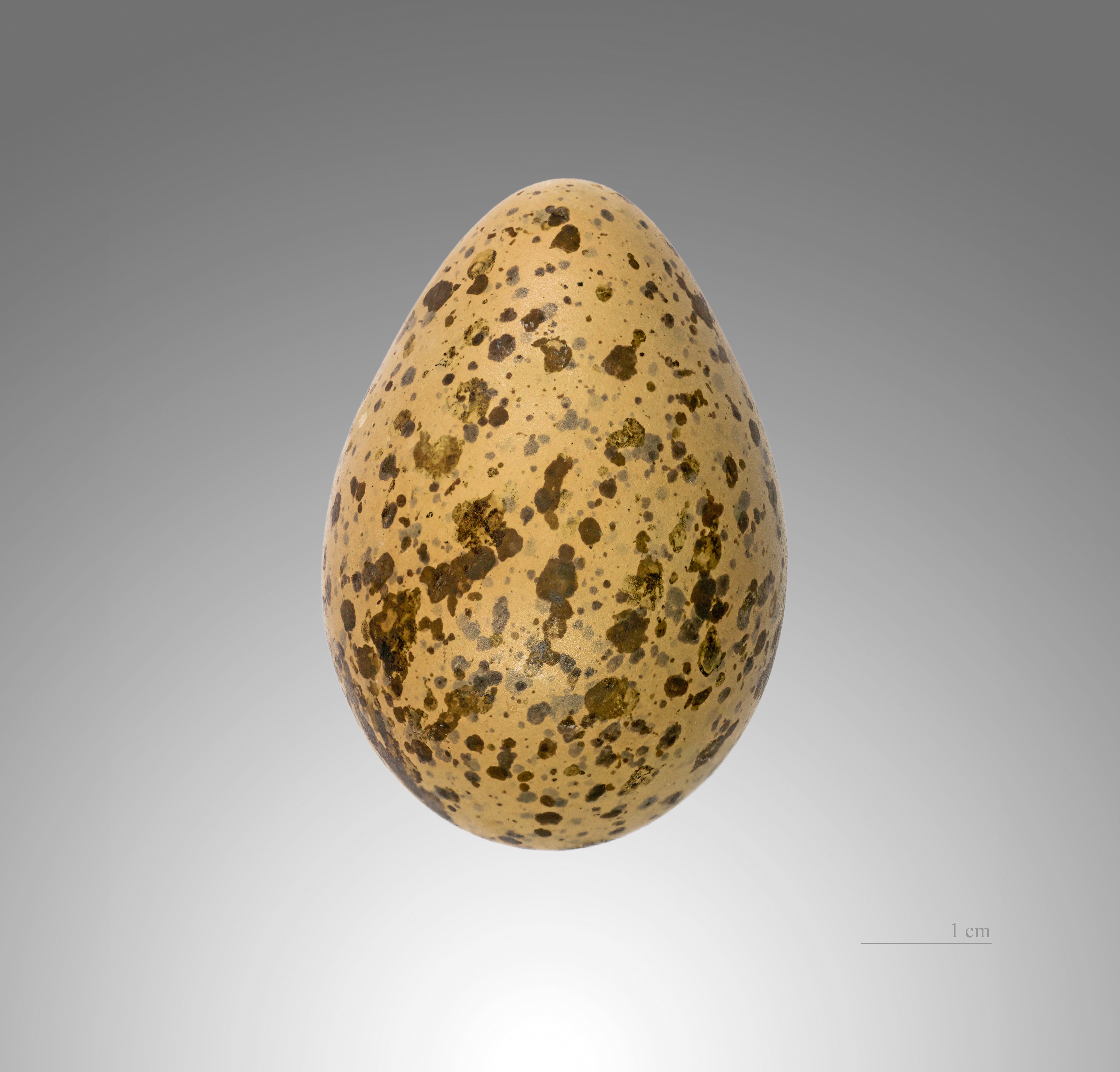
Vanellus gregarius

Keptuška stepní (Vanellus gregarius, zastaralý název Chettusia gregaria) je středně velký druh bahňáka z čeledi kulíkovitých. Od jiných druhů čejek se liší nápadnou kresbou hlavy a černým břichem. Temeno je černé, nadoční proužek bílý a úzký oční proužek opět černý. Od keptušky běloocasé se mimo uvedené znaky liší také černýma nohama a v letu černou páskou na konci ocasu. Hnízdí v západní Asii, vzácně zaletuje až do západní Evropy. Desetkrát byla zaznamenána také na území České republiky. V současné době se jedná o jeden z nejohroženějších druhů bahňáků na světě, celosvětová populace byla v roce 2006 odhadnuta na 11 200 dospělých jedinců.